# Hippolyte Petitjean
Pour les articles homonymes, voir Petitjean.
Hippolyte Petitjean, né à Mâcon le 11 septembre 1854 et mort à Paris le 18 septembre 1929, est un peintre pointilliste français, qui fut aussi dessinateur pour la presse.

## Biographie
Hippolyte Petitjean reçoit une formation artistique académique à Mâcon, en France, puis une obtient une bourse de cette ville pour étudier à l'École des beaux-arts de Paris, où il est l'élève d'Alexandre Cabanel et de Pierre Puvis de Chavannes.
Il débute au Salon en 1880 où il expose jusqu'en 1891. En 1884, il rencontre Georges Seurat, dont les théories d'optique influencent son style, lequel sera successivement académique, symboliste, impressionniste, puis pointilliste.
En 1891, il expose au Salon des indépendants et dans la galerie d'art Le Barc de Boutteville aux côtés d'artistes symbolistes et impressionnistes, ainsi qu'à Bruxelles, aux Salons du Groupe des XX et de la Libre Esthétique.
Entre 1896 et 1902, sous le nom de « Jehannet » il signe de nombreux dessins, notamment pour Les Temps nouveaux.  Ses gravures sont reproduites dans la revue d'art allemande Pan (1898). Il est l'un des douze illustrateurs de l'Hommage des artistes à Picquart (1899).

## Œuvres

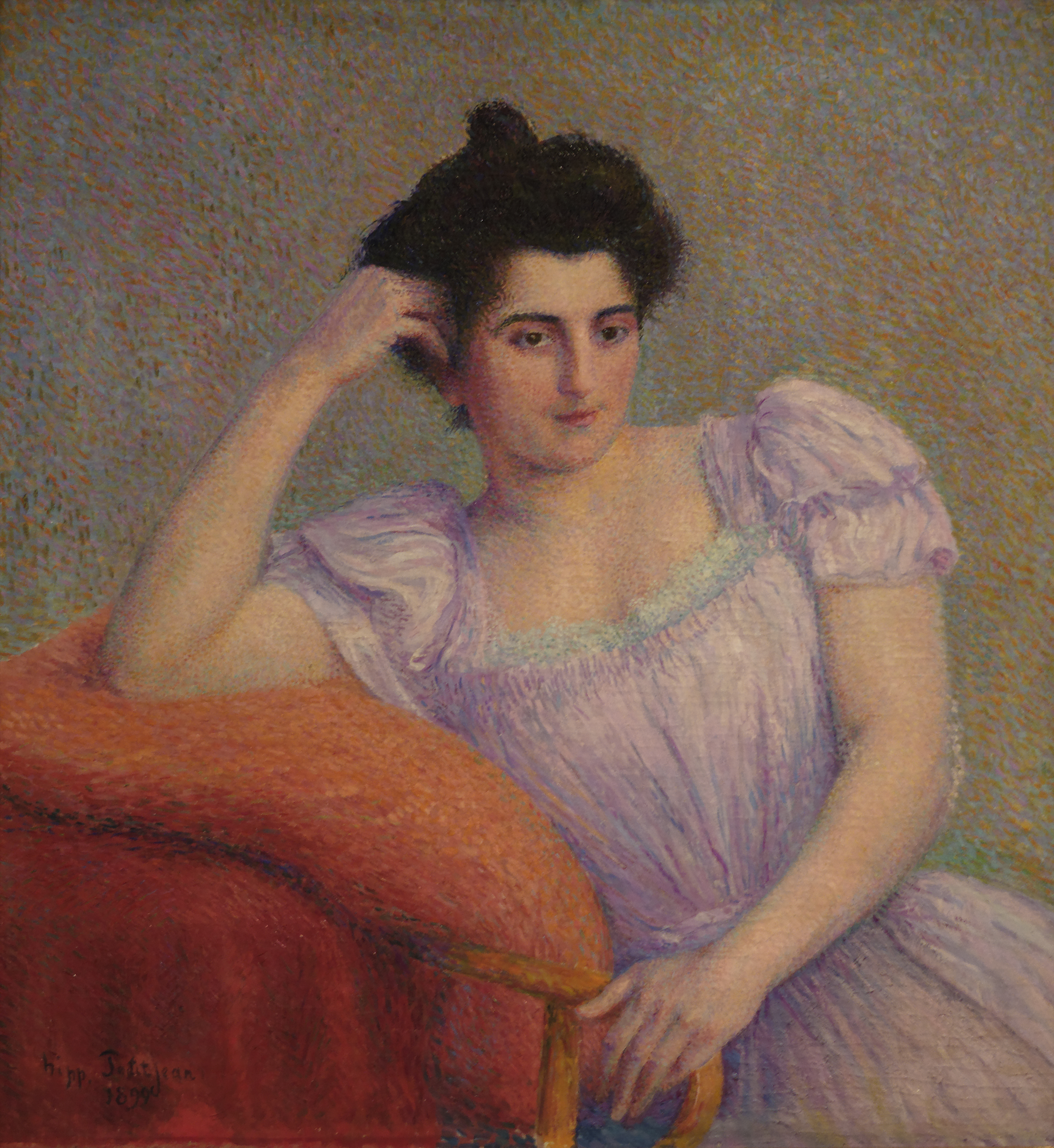
Portrait de Madame Marthe, 1899. Musée des Ursulines de Mâcon.

- Jeune Femme assise, Paris, musée d'Orsay
- Le Pont Neuf, New-York, Metropolitan Museum of Art
- Barque sur un étang, Madrid, musée Thyssen-Bornemisza
- La Danse du printemps, Mâcon, musée des Ursulines